# Victor Ortiz
Victor Ortiz est un boxeur mexicano-américain né le 31 janvier 1987 à Garden City, Kansas. Il est aussi acteur.

## Carrière
Champion d'Amérique du Nord des poids super-légers NABO en 2008, il devient champion du monde des poids welters WBC le 16 avril 2011 en battant aux points son compatriote Andre Berto, lui infligeant pour l'occasion sa première défaite dans les rangs professionnels.

### Combat contre Floyd Mayweather Jr.
Il s'incline néanmoins lors de la première défense de son titre face à Floyd Mayweather Jr. par KO au 4e round le 17 septembre 2011.
À 14 secondes de la fin du 4e round, alors que Floyd Mayweather Jr. était coincé dans les cordes, Ortiz lui mit un coup de tête sauté délibéré au visage. L'arbitre Joe Cortez arrêta momentanément le combat pour lui infliger un point de pénalité. Il se confondit en excuse par une accolade en tentant même un bisou, puis l’arbitre redonna le coup d'envoi pour les 10 secondes restantes. Mais, alors que Victor Ortiz présentait à nouveau ses excuses garde baissée en proposant une nouvelle accolade à son adversaire, Floyd Mayweather Jr. en profita pour lui asséner un gauche droite dévastateur et le mettre KO, remportant ainsi le titre WBC des poids welters.
L’enchaînement a complètement pris par surprise Ortiz. L'arbitre ayant placé les deux boxeurs à une distance acceptable avant de leur donner le let's go puis la commande "time-in" aux juges, l’enchaînement porté par Mayweather était donc parfaitement réglementaire mais créa une vive polémique sur le plan de la sportivité des deux hommes.

## Filmographie
- 2013 : Dancing with the Stars, saison 16 : lui-même (éliminé au bout de 6 semaines)
- 2014 : Expendables 3 (The Expendables 3) de Patrick Hughes : Mars
- 2015 : La Rage au ventre (Southpaw) d'Antoine Fuqua : Ramone
- 2016 : Hawaii 5-0 (saison 7 épisode 3) : Juan Diego
- 2016 : Ray Donovan (saison 4 épisode 2) : Whittaker
- 2017 : L.A. Rush (Once Upon a Time in Venice) de Mark et Robb Cullen : Chewy